# Camille Chevillard
Camille Chevillard (París, 14 de octubre de 1859 - 30 de mayo de 1923) fue un compositor y director de orquesta francés.

## Biografía
Nacido en el seno de una familia de músicos, su padre Alexandre Chevillard era un famoso violonchelista, estudió en el conservatorio de su ciudad natal y se casó con la profesora de canto Marguerite Victoire Lamoureux, hija del célebre director Charles Lamoureux, al que sucedió en la dirección de la sociedad de conciertos fundada por este, fue profesor de conjunto instrumental del Conservatorio de París donde tuvo entre otros alumnos a Paul Paray. Escribió algunas composiciones para canto y piano, 6 obras de música de cámara, una balada sinfónica para orquesta (1889), el poema sinfónico La chéne et la roseau (1891), una fantasia sinfónica y la música de escena para el drama La Roussalka, de Eduard Schuré (1903), Méthode compléte de violoncelle y algunas piezas para este instrumento. Como director de orquesta, se inclinó por la música de los románticos alemanes (Wagner, Liszt, etc.) y los rusos, y tuvo poco aprecio por la de sus contemporáneos franceses (aunque, de hecho, dirigió gran parte de ella).

## Premios y reconocimientos
- 1892 Oficial de la Academia y posteriormente oficial de instrucción pública.
- 1902 Caballero de la Legión de Honor (decreto del Ministro de Instrucción Pública, 22 de enero de 1902). Patrono: Stephen Duteil d'Ozanne, Director Honorario de la Gran Cancillería de la Legión de Honor.
- 1919 Oficial de la Legión de Honor (decreto del Ministro de Instrucción Pública y Bellas Artes de 2 de agosto de 1919). Padrino: Jacques Rouché, Director de la Ópera de París.

## Obras seleccionadas

### Teatro
- La Rousalka, Música incidental para la obra de teatro de Édouard Schuré (1903)

### Orquesta
- Balada sinfónica, Op. 6 (1889)
- Le chène et le roseau (El roble y la caña), Poema sinfónico según la fábula de Jean de La Fontaine, Op. 7 (publicado en 1900)
- Fantaisie symphonique, Op. 10

### Música de cámara
- Quinteto para piano en mi menor, Op. 1 (1882)
- Trío con piano, Op. 3 (1884)[4]
- Quatre pièces (4 Piezas) para viola (o violín) y piano, Op. 4 (1887)
- Sonata para violín y piano, Op. 8 (publicada en 1894)
- Quatre petites pièces (4 Pequeñas piezas) para violonchelo y piano, Op. 11 (1893)
- Sonata en si mayor para violonchelo y piano, Op. 15 (1896)
- Cuarteto de cuerda en Re mayor, Op. 16 (1897-98)
- Allegro para trompa y piano, Op. 18
- Introducción y marcha para viola y piano, Op. 22 (publicado en 1905)

### Piano
- Tema y variaciones, Op. 5
- Impromptu en re mayor, Op. 14
- Zacharie (d'apres Michel-Ange), Op. 19
- Estudio cromático

### Vocal
- Attente para mezzosoprano o barítono y piano, Op. 12